# Interdictum
En derecho romano, el interdicto (en latín, sg. interdictum; pl. interdicta) es una orden decretada por el Pretor con el objetivo de preservar la seguridad y paz en las relaciones privadas, especialmente para hacer respetar las situaciones de apariencia jurídica, para que las reclamaciones contra la misma se lleven a cabo por vía procesal y no motu proprio, evitándose así la alteración de la paz pública. La orden interdictal puede basarse en una:
- Prohibición (interdicto prohibitorio).
- Restitución (interdicto restitutorio).
- Exhibición (interdicto exhibitorio).

En un principio, únicamente tenían la consideración de interdicta los prohibitorios, puesto que las otras modalidades eran denominadas decreta, pero tras la organización del Edicto de Juliano y la agrupación de todos los interdictos, el nombre se hizo más general.

## El Edicto
El Edicto albergaba las fórmulas de los diferentes interdictos, siendo muy excepcionales las veces en los que aparecían los llamados interdictos repentinos. A grandes rasgos, se puede decir que los interdictos eran órdenes dirigidas a las personas interesadas en forma genérica, sin aparecer ningún nombre personal, haciéndose referencia en tercera persona al solicitante del interdicto y en segunda persona contra el que se solicita. En los interdictos dobles o duplicia, en los que ambas partes son solicitantes y demandados a un mismo tiempo, se emplea la segunda persona para referirse a los dos. Las veces en las que la orden interdictal no generaba el efecto que el solicitante deseaba, podía este recurrir a una acción personal, la denominada actio ex interdicto en latín, para proceder contra la otra parte, con la finalidad de que el juez comprobase el no cumplimiento de la orden pretorial, y condenase al infractor a una pena pecuniaria.

## Interdictos y acciones
El pretor protege, mediante los interdictos, determinadas situaciones de hecho (poseessio interdictae). Estos se clasifican en categorías, según su finalidad:
- De retener la posesión (retinendae possesionis), para impedir los actos de quién lesiona o turba el ejercicio de la posesión;

- De recuperar la posesión (recuperandae possesionis) a favor de aquel que ha sido despojado de ella;

- De adquirir la posesión (adipiscendae possessionis). En éstos se incluyen interdictos especiales, como los hereditarios, quórum bonorum y quod legatorum, y el interdicto Salviano, en materia de garantías reales.

## Interdicto de retener la posesión
Al concesionario del ager publicus o vectigalista, se protege mediante un interdicto de retener la posesión, el interdicto “tal como poseeis” (uti possidetis). La fórmula era: “Prohíbo que se impida por la violencia que sigáis poseyendo la casa (o el fundo) de que se trata, tal como la poseeis (ahora) sin violencia ni clandestinidad, ni en precario el uno del otro” El pretor, a petición del poseedor, ordenaría al que perturbaba que se abstuviera de realizar estos actos, a no ser que su posesión fuera viciosa en relación con él.
Este interdicto se extendió  a situaciones semejantes en un amplio proceso de desarrollo. Se concede la protección interdictal respecto a muebles, mediante el interdicto: “aquel en cuyo poder” (utrubi). La fórmula era: “Prohíbo que se impida por la violencia que se lleve a este esclavo en cuestión, aquél en cuyo poder permaneció la mayor parte del año sin violencia ni en clandestinidad ni en precario el uno del otro”.
El pretor concede estos interdictos de retener la posesión a los solicitantes que sean:
concesionarios del ager publicus o vectigalistas, copropietarios, tanto civiles como bonitarios, aunque luego se pruebe que no lo son, acreedores pignoraticios para retener la prenda, secuestrarios o depositarios de una cosa litigiosa a devolver en un determinado tiempo o evento, los que habían embargado definitivamente bienes ajenos.
Se excluyen de la protección de los interdictos los considerados simplemente detentadores y no verdaderos poseedores porque, al retener la cosa, no pueden invocar más que la relación con la persona de quién la recibieron, como son los:
- Depositarios. Arrendatarios. Comodatarios. Usufructuarios.

Los interdictos “uti possidetis” y “utrubi” son de retener la posesión. En el primero prevalece el que tiene actualmente el inmueble, y en el segundo, el que tuvo la cosa mueble en su poder durante más tiempo en el último año. A estos efectos, puede sumarse, al tiempo que se había poseído, el de la posesión de aquel de quién se adquirió (accessio possessionis).
En la fórmula de los dos interdictos figuran la misma cláusula: se excluye la posesión que se obtuvo de la otra parte por un acto de violencia por la apropiación clandestina o en precario (nec vi nec clam nec precario, alter ab altero). Estos actos se consideran vicios, calificándose la posesión afectada por ellos de viciosa. Esta cláusula solo tiene efectos excluyentes para el poseedor, en relación con la persona que puede invocar a su favor el origen vicioso de la posesión. Si se trata de otra persona cualquiera, su defectuosa posesión no le impide prevalecer en el procedimiento interdictal contra ella.
Esto puede explicar la singular situación del precarista, que es protegido por los interdictos contra terceras personas, pero no contra el dueño que le concedió la cosa en precario. El precario es una simple situación posesoria, esencialmente revocable por el concedente. Con frecuencia, el precarista es un cliente a quien el patrono ha concedido un terreno para que lo disfrute gratuitamente. Para recuperar la posesión cedida al precarista, se utiliza el interdicto “lo que por precario” (quod precario), que es recuperatorio como los de la siguiente categoría.

## Interdictos de recuperar la posesión
Son aquellos que sirven para reintegrar en la posesión a quien ha sido despojado o expulsado. El interdicto de violencia (unde vi) se da en los supuestos en que el poseedor ha sido expulsado violentamente de un fundo por el demandado o por sus esclavos. La fórmula era. “restituirás al demandante en el fundo de donde lo has expulsado tú o tu servidumbre y en todo lo que en ese momento él tenía allí, sin violencia ni clandestinidad, ni en precario el uno del otro”. Si el desposeído también había expulsado al invasor, éste no podía hacer valer contra aquél la excepción de posesión violenta. Por ello, en caso de invasiones sucesivas, el interdicto protege al último invasor. Éste se da sólo en el plazo de un año, a contar desde el acto violento. Después del año, el pretor concede una actio in factum  “por lo que lucró aquél por la violencia”.
Se da una forma agravada del interdicto en el caso de que se haya realizado la expulsión por una banda de hombres armados (unde vi armata). Se diferencia del anterior en que su fórmula no incluye la cláusula de posesión viciosa, ni tiene el límite de un año para su ejercicio.
En el caso de invasión de un fundo, en ausencia y sin conocimiento del poseedor, es probable que se diese un interdicto “de clandestina possessione”. También se consideraba recuperatorio el interdicto “lo que por precario” (quod precario) para recuperar lo que se cedió al precarista.
En el derecho justinianeo, aunque se conserva los nombres, aparecen fundidos en uno solo los interdictos uti possidetis y utrubi. El nuevo, que conserva la cláusula de viciosa posesión, hace prevalecer al que posee en el momento de que dar planteada la cuestión (I. Inst.4.15.4). En cuanto a los recuperatorios, los dos interdictos de violencia se funden en uno solo; se suprime la cláusula de posesión viciosa y se mantiene el plazo de un año. Se distingue entre violencia pública y violencia privada, según se empleen o no armas en la expulsión. (I. Inst. 4.15.6).

## Casos (Interpretación de interdictos)
Caso n.º 1:
Dice el pretor: “prohíbo que se impida con la violencia que se lleve el esclavo aquel de los dos con el cual estuvo el esclavo la mayor parte del presente año”. (1) Este interdicto tiene aplicación respecto de la posesión de las cosas muebles, pero se ha admitido que sus efectos sean los mismos del interdicto “tal como poseeis”, que compete a las cosas inmuebles, de modo que venza también en este interdicto el que posee en el momento de entablar el interdicto, sin haber tomado posesión con violencia o clandestinamente, ni en precario.
Ulpiano, Digesto 43, 16, 1 pr.-1
Caso n.º 2:
Dice el pretor: “Restituirás al demandante en el fundo de donde lo has expulsado, tú o tu servidumbre, y en todo lo que en ese momento él tenía allí”. “Tan sólo en el plazo de un año; después del año, daré juicio por lo que lucró aquel que expulsó por la violencia” (1) Este interdicto se propone para aquel que ha sido expulsado por la violencia, pues era lo más justo salir en ayuda del expulsado, por lo que se propone este interdicto con el objeto de recuperar la posesión.
Ulpiano, Digesto 43, 16, 1, 30.